# تشارلز ويزلي كولتر
تشارلز ويزلي كولتر هو سياسي كندي، ولد في 26 فبراير 1846، وتوفي في 25 يوليو 1929. نشط حزبياً في الحزب الليبرالي الكندي. وقد انتخب عضو مجلس العموم الكندي.